# Víctor Armas
Víctor Armas (Mazatenango, Suchitepéquez, 8 de diciembre de 1995) es un futbolista guatemalteco que se desempeña en la posición de lateral izquierdo y que actualmente milita en el club Xelajú M. C. de la Liga Nacional de Guatemala.

## Clubes
| Club                   | País      | Año       |
| ---------------------- | --------- | --------- |
| C. S. D. Suchitepéquez | Guatemala | 2014-2020 |
| C. D. Malacateco       | Guatemala | 2020-2021 |
| C. S. D. Suchitepéquez | Guatemala | 2021-2022 |
| Xelajú M. C.           | Guatemala | 2022-     |

## Palmarés

### Campeonatos nacionales
| Título               | Club                   | País      | Año  |
| -------------------- | ---------------------- | --------- | ---- |
| Torneo Clausura 2016 | C. S. D. Suchitepéquez | Guatemala | 2016 |